# Sierlijke stern
De sierlijke stern of Californische kuifstern (Thalasseus elegans synoniem:Sterna elegans, is een zeevogel uit de familie van de meeuwen (Laridae) en de geslachtengroep sterns (Sternini). Uit DNA-onderzoek bleek dat de soort niet meer past in het geslacht Sterna.

## Verspreiding en leefgebied
De soort broedt aan de westkust van de VS en Mexico en overwintert van Californië tot Chili.

## Kenmerken
De sierlijke stern heeft een lange, oranje snavel. De bovenkant van de vleugels en borststuk is grijs en de onderkant wit. De poten zijn zwart. Normaliter is de bovenkant van de kop van de sierlijke stern zwart, maar in de winter wordt deze wit.

## Leefwijze
De hoofdvoedselbron is vis. De sierlijke stern duikt vanuit de lucht recht naar beneden en grijpt onderwijl de vis, net zoals de andere sternen uit het geslacht Thalasseus. Vaak biedt het mannetje vis aan het vrouwtje aan, om zo hun partnerschap te bevorderen.

## Status
De grootte van de populatie is in 2002 geschat op 50-90 duizend volwassen vogels. Op de Rode lijst van de IUCN heeft deze soort de status gevoelig.